# 曹光明
曹光明（1949年12月—），男，江苏高邮人，中华人民共和国军事人物，中国人民解放军空军少将，曾任中国人民解放军理工大学副校长。